# Uvaria doeringii
Uvaria doeringii este o specie de plante angiosperme din genul Uvaria, familia Annonaceae, descrisă de Friedrich Ludwig Diels. Conform Catalogue of Life specia Uvaria doeringii nu are subspecii cunoscute.